# Torneo de Casablanca 2011
El 2011 Grand Prix Hassan II es un torneo de tenis jugado sobre polvo de ladrillo. Esta es la edición número 27 y pertenece a los torneos ATP World Tour 250. Toma lugar en Complexe Al Amal en Casablanca, Marruecos, desde el 4 de abril hasta el 10 de abril de 2011.

## Campeones

### Individuales
- Individuales masculinos:  Pablo Andújar  derrota a  Potito Starace   por 6-1 6-2

### Dobles
- Dobles masculinos:  Horia Tecău  /  Robert Lindstedt  derrotan a  Colin Fleming /  Igor Zelenay por 6-2 6-1